# アーミデイル
アーミデイル（Armidale）は、オーストラリアのニューサウスウェールズ州にある都市。人口は2万4504人（2018年）。標高1000m近い高原に位置する。

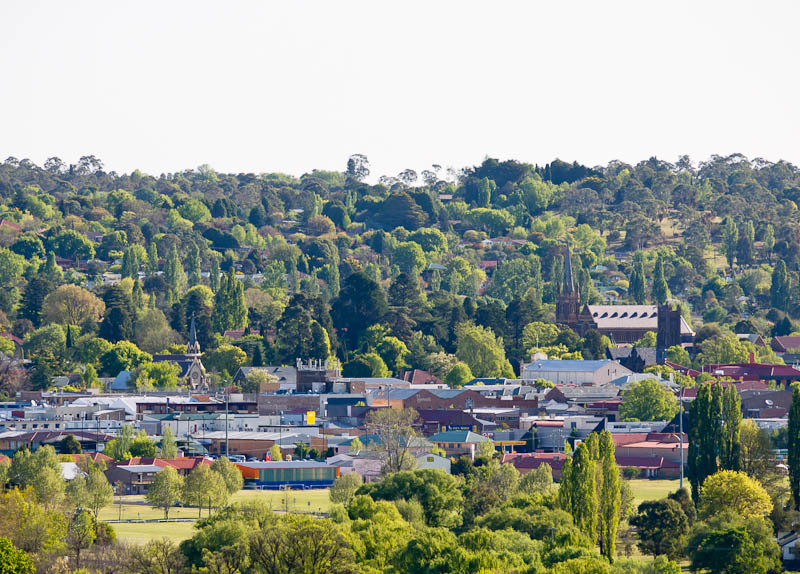
アーミデイル

## 概要
コフスハーバーから190kmほど内陸に入った所にある。ニューイングランド大学の本部キャンパスが立地する学園都市。ニューイングランド・ハイウェイが南北に通る。地域の中心都市であり、鉄道や飛行機でシドニーと結ばれている。